# جزیره گانگوا
جزیره گانگوا (به لاتین: Ganghwa Island) یک جزیره در کره جنوبی است که در شهرستان گانگوا واقع شده‌است. این جزیره از سال ۱۲۳۲ میلادی تا ۱۲۷۰ میلادی به مدت ۳۸ سال پایتخت سلسله گوریو بود که بعد از آن پایتخت مجدداً به گائی گیونگ (با نا امروزی که سونگ) منتقل گشت.